# Hexatoma (Eriocera) latissima
Hexatoma (Eriocera) latissima is een tweevleugelige uit de familie steltmuggen (Limoniidae). De soort komt voor in het Neotropisch gebied.